# Gustavo Cerrón
Jesús Gustavo Cerrón Leiva (Huancayo, 9 de abril de 1973-Villa El Salvador, 14 de abril de 2021) fue un actor, director y profesor de teatro peruano. Dentro de sus roles principales, es más conocido por el rol protagónico del cantante de cumbia Lorenzo Palacios Quispe en la serie biográfica Chacalón: El ángel del pueblo.

## Biografía

### Primeros años
Nacido en la ciudad de Huancayo del departamento de Junín el 9 de abril de 1973, es proveniente de una familia de clase humilde. 
Tras haber terminado el colegio, Cerrón se mudó a la capital Lima para luego, empezar a estudiar la carrera de ciencias de la comunicación. 

### Carrera actoral
Sus inicios en la actuación lo realizó desde pequeño, participando en las actuaciones de su colegio. 
Tras mudarse a Lima, recibió clases de actuación en la Escuela Nacional Superior de Arte Dramático, además de haber participado en obras teatrales. 
En el 2005, firmó un contrato con la productora Michelle Alexander para participar en un nuevo proyecto televisivo. Tiempo después, fue propuesto para el rol protagónico de una serie biográfica, que sería nombrado luego como Chacalón: El ángel del pueblo interpretando al fallecido cantante de música chicha Lorenzo Palacios Quispe, y con ello, lo llevaría a la fama. 
Además de haber protagonizado otras miniseries, en el año 1999 fundó su propia productora televisiva y cinematográfica bajo el nombre de Urpi Films, donde a la par, dirigía y dictaba clases de teatro para niños, jóvenes y adultos hasta el día de su muerte, contribuyendo el arte en su país natal.[cita requerida]
En 2011, tuvo una participación especial en la miniserie Gamarra como el protagonista Moisés Gamarra Huari.
En 2018, asumió el rol antagónico secundario en la miniserie De vuelta al barrio como Disney Yupanqui, el exprometido de Felicitas Condori (interpretada por la actriz Nidia Bermejo).

## Fallecimiento
En 2021 dio positivo al COVID-19 y tuvo que ser llevado a un hospital de Villa el Salvador. Sin embargo, falleció la mañana del 13 de abril del mismo año a la edad de 48. La noticia de su muerte fue dada en los medios de comunicación tanto en radio como en televisión.

## Filmografía

### Películas[6]
- Paloma de papel (2003)
- El Tunche, misterios de la selva (2006)
- El pecado (2007)
- Buscando a papá (El hijo del viento) (2008)
- El premio (2009)
- Con nervios de toro (2011)
- Ciudad de los Reyes (2016)
- Yuli (2018)
- Jugo de tamarindo (2019)

### Series de televisión
- Chacalón: El ángel del pueblo (2005)[7]
- Viento y arena, la historia de Villa El Salvador (2005)
- Detrás del crimen (2006)
- La gran sangre (2006-2007)
- Néctar en el cielo (2007)
- Rita y yo (2007)
- Así es la vida (2008)
- Magnolia Merino (2008)
- Gamarra (2011)
- Vacaciones en Grecia (2013)
- Conversando con la Luna (2015)
- Al fondo hay sitio (2016)[8]
- De vuelta al barrio (2018-2019)